# Curling-Weltmeisterschaft der Damen 1992

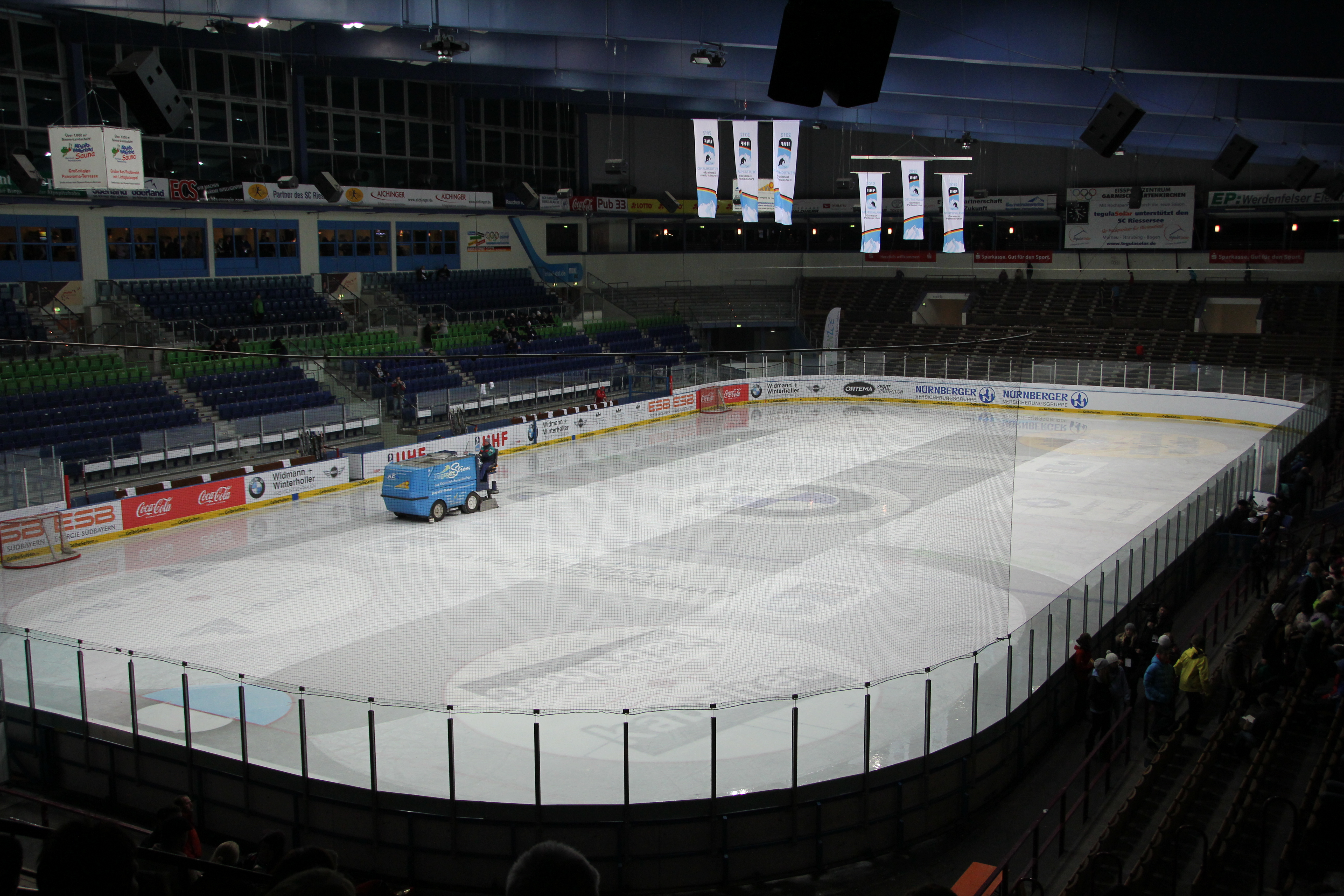
Das Olympia-Eisstadion von Garmisch-Partenkirchen

Die Curling-Weltmeisterschaft der Damen 1992 (offiziell: Canada Safeway World Women’s Curling Championship 1992) war die 14. Austragung der Welttitelkämpfe im Curling der Damen. Das Turnier wurde vom 28. März bis 5. April des Jahres im deutschen Markt Garmisch-Partenkirchen im Olympia-Eisstadion ausgetragen.
Deutschland konnte seinen Heimvorteil nicht nutzen und belegte in der Endabrechnung nur den achten Platz. Für Schweden war es der zweite Gewinn des Titels nach 1981. Die Vereinigten Staaten errangen mit dem zweiten Platz ihre erste WM-Medaille. Da es kein Spiel um den dritten Platz gab, erhielten Schottland und Schweden gemeinsam die Bronzemedaille.
Gespielt wurde ein Rundenturnier (Round Robin), was bedeutet, dass jeder gegen jeden antritt.

## Teilnehmende Nationen
| Dänemark | Deutschland | Finnland | Japan | Kanada |
| --- | --- | --- | --- | --- |
| Hvidovre CC, Hvidovre Skip: Helena Blach Third: Malene Krause Second: Lene Bidstrup Lead: Susanne Slotsager                          | Füssen CC, Füssen Skip: Josefine Einsle Third: Petra Tschetsch-Hiltensberger Second: Elisabeth Ländle Lead: Karin Fischer Ersatz: Almut Hege-Schöll | Hyvinkää CC, Hyvinkää Skip: Jaana Jokela Third: Terhi Aro Second: Nina Pöllänen Lead: Heidi Koskiheimo                           | Obihiro CC, Obihiro Skip: Mayumi Seguchi Third: Midori Kudoh Second: Mayumi Abe Lead: Rumi Michita Ersatz: Hidemi Itai  | Fort Rouge CC, Winnipeg Skip: Connie Laliberte Third: Laurie Allen Second: Cathy Gauthier Lead: Janet Arnott |
| Norwegen | Schottland | Schweden | Schweiz | Vereinigte Staaten                                                                                           |
| Snarøen CC, Oslo Skip: Dordi Nordby Third: Hanne Pettersen Second: Marianne Aspelin Lead: Cecilie Torhaug Ersatz: Cathrine Ulrichsen | Laurencekirk CC, Aberdeen Skip: Jackie Lockhart Third: Deborah Knox Second: Wendy Bell Lead: Judith Stobbie Ersatz: Isobel Torrance, Jr.            | Umeå CK, Umeå Skip: Elisabet Johansson Third: Katarina Nyberg Second: Louise Marmont Lead: Elisabeth Persson Ersatz: Annika Lööf | Lausanne-Olympique CC, Lausanne Skip: Janet Hürlimann Third: Angela Lutz Second: Laurence Bidaud Lead: Sandrine Mercier | Madison CC, Madison Skip: Lisa Schoeneberg Third: Amy Hatten-Wright Second: Lori Mountford Lead: Jill Jones  |

## Tabelle der Round Robin
| Schlüssel | Schlüssel                       |
| --------- | ------------------------------- |
|           | Qualifiziert für das Halbfinale |

| Platz | Team               | Spiele | Siege | Ndlg. |
| ----- | ------------------ | ------ | ----- | ----- |
| 1.    | Schweden           | 9      | 8     | 1     |
| 2.    | Vereinigte Staaten | 9      | 7     | 2     |
| 3.    | Schweiz            | 9      | 6     | 3     |
| 4.    | Kanada             | 9      | 5     | 4     |
| 5.    | Schottland         | 9      | 4     | 5     |
| 6.    | Norwegen           | 9      | 4     | 5     |
| 7.    | Dänemark           | 9      | 4     | 5     |
| 8.    | Deutschland        | 9      | 3     | 6     |
| 9.    | Japan              | 9      | 2     | 7     |
| 10.   | Finnland           | 9      | 2     | 7     |

## Ergebnisse der Round Robin

### Runde 1
| Begegnung                | Resultat |
| ------------------------ | -------- |
| Schottland – Deutschland | 4:8      |

| Begegnung           | Resultat |
| ------------------- | -------- |
| Schweden – Norwegen | 8:7      |

| Begegnung                  | Resultat |
| -------------------------- | -------- |
| Japan – Vereinigte Staaten | 3:9      |

| Begegnung          | Resultat |
| ------------------ | -------- |
| Schweiz – Dänemark | 7:5      |

| Begegnung         | Resultat |
| ----------------- | -------- |
| Finnland – Kanada | 6:10     |

### Runde 2
| Begegnung                     | Resultat |
| ----------------------------- | -------- |
| Vereinigte Staaten – Norwegen | 7:4      |

| Begegnung            | Resultat |
| -------------------- | -------- |
| Schottland – Schweiz | 3:10     |

| Begegnung         | Resultat |
| ----------------- | -------- |
| Dänemark – Kanada | 6:8      |

| Begegnung              | Resultat |
| ---------------------- | -------- |
| Finnland – Deutschland | 5:3      |

| Begegnung        | Resultat |
| ---------------- | -------- |
| Japan – Schweden | 5:11     |

### Runde 3
| Begegnung                     | Resultat |
| ----------------------------- | -------- |
| Vereinigte Staaten – Schweden | 5:9      |

| Begegnung        | Resultat |
| ---------------- | -------- |
| Norwegen – Japan | 6:5      |

| Begegnung          | Resultat |
| ------------------ | -------- |
| Schweiz – Finnland | 7:3      |

| Begegnung              | Resultat |
| ---------------------- | -------- |
| Deutschland – Dänemark | 4:7      |

| Begegnung           | Resultat |
| ------------------- | -------- |
| Kanada – Schottland | 3:8      |

### Runde 4
| Begegnung        | Resultat |
| ---------------- | -------- |
| Dänemark – Japan | 7:5      |

| Begegnung           | Resultat |
| ------------------- | -------- |
| Norwegen – Finnland | 6:7      |

| Begegnung        | Resultat |
| ---------------- | -------- |
| Kanada – Schweiz | 3:6      |

| Begegnung                       | Resultat |
| ------------------------------- | -------- |
| Schottland – Vereinigte Staaten | 3:7      |

| Begegnung              | Resultat |
| ---------------------- | -------- |
| Schweden – Deutschland | 6:4      |

### Runde 5
| Begegnung             | Resultat |
| --------------------- | -------- |
| Schottland – Dänemark | 7:5      |

| Begegnung          | Resultat |
| ------------------ | -------- |
| Norwegen – Schweiz | 6:8      |

| Begegnung                        | Resultat |
| -------------------------------- | -------- |
| Deutschland – Vereinigte Staaten | 6:11     |

| Begegnung      | Resultat |
| -------------- | -------- |
| Kanada – Japan | 9:6      |

| Begegnung           | Resultat |
| ------------------- | -------- |
| Schweden – Finnland | 7:6      |

### Runde 6
| Begegnung          | Resultat |
| ------------------ | -------- |
| Schweiz – Schweden | 0:11     |

| Begegnung            | Resultat |
| -------------------- | -------- |
| Deutschland – Kanada | 5:6      |

| Begegnung             | Resultat |
| --------------------- | -------- |
| Norwegen – Schottland | 5:8      |

| Begegnung        | Resultat |
| ---------------- | -------- |
| Finnland – Japan | 6:8      |

| Begegnung                     | Resultat |
| ----------------------------- | -------- |
| Vereinigte Staaten – Dänemark | 5:7      |

### Runde 7
| Begegnung           | Resultat |
| ------------------- | -------- |
| Dänemark – Schweden | 6:9      |

| Begegnung             | Resultat |
| --------------------- | -------- |
| Schottland – Finnland | 7:3      |

| Begegnung       | Resultat |
| --------------- | -------- |
| Japan – Schweiz | 3:7      |

| Begegnung                   | Resultat |
| --------------------------- | -------- |
| Vereinigte Staaten – Kanada | 9:8      |

| Begegnung              | Resultat |
| ---------------------- | -------- |
| Deutschland – Norwegen | 4:10     |

### Runde 8
| Begegnung           | Resultat |
| ------------------- | -------- |
| Finnland – Dänemark | 4:7      |

| Begegnung           | Resultat |
| ------------------- | -------- |
| Japan – Deutschland | 5:7      |

| Begegnung             | Resultat |
| --------------------- | -------- |
| Schweden – Schottland | 10:6     |

| Begegnung         | Resultat |
| ----------------- | -------- |
| Kanada – Norwegen | 7:2      |

| Begegnung                    | Resultat |
| ---------------------------- | -------- |
| Schweiz – Vereinigte Staaten | 4:6      |

### Runde 9
| Begegnung         | Resultat |
| ----------------- | -------- |
| Schweden – Kanada | 6:5      |

| Begegnung                     | Resultat |
| ----------------------------- | -------- |
| Finnland – Vereinigte Staaten | 4:9      |

| Begegnung             | Resultat |
| --------------------- | -------- |
| Schweiz – Deutschland | 4:8      |

| Begegnung          | Resultat |
| ------------------ | -------- |
| Japan – Schottland | 10:6     |

| Begegnung           | Resultat |
| ------------------- | -------- |
| Dänemark – Norwegen | 6:7      |

## Play-off

### Turnierbaum
|  | Halbfinale | Halbfinale         | Halbfinale |  |  | Finale | Finale             | Finale |
|  |            |                    |            |  |  |        |                    |        |
|  |            |                    |            |  |  |        |                    |        |
|  | 2          | Vereinigte Staaten | 8          |  |  |        |                    |        |
|  | 3          | Schweiz            | 7          |  |  |        |                    |        |
|  |            |                    |            |  |  | 2      | Vereinigte Staaten | 4      |
|  |            |                    |            |  |  | 1      | Schweden           | 8      |
|  | 1          | Schweden           | 7          |  |  |        |                    |        |
|  | 4          | Kanada             | 5          |  |  |        |                    |        |
|  |            |                    |            |  |  |        |                    |        |

### Halbfinale
| Begegnung                    | Resultat |
| ---------------------------- | -------- |
| Vereinigte Staaten – Schweiz | 8:7      |

| Begegnung         | Resultat |
| ----------------- | -------- |
| Schweden – Kanada | 7:5      |

### Finale
| Team               |  | 1 | 2 | 3 | 4 | 5 | 6 | 7 | 8 | 9 | 10 | Gesamt |
| ------------------ |  | - | - | - | - | - | - | - | - | - | -- | ------ |
| Vereinigte Staaten |  | 0 | 0 | 1 | 0 | 0 | 2 | 0 | 1 | 0 | X  | 4      |
| Schweden           |  | 2 | 1 | 0 | 1 | 1 | 0 | 2 | 0 | 1 | X  | 8      |

## Endstand
| Platz | Land               |
| ----- | ------------------ |
| 1     | Schweden           |
| 2     | Vereinigte Staaten |
| 3     | Schweiz            |
| 3     | Kanada             |
| 5     | Schottland         |
| 6     | Norwegen           |
| 7     | Dänemark           |
| 8     | Deutschland        |
| 9     | Japan              |
| 10    | Finnland           |